# Фінал кубка африканських націй 2023
Фінал Кубка африканських націй 2023 (англ. 2023 Africa Cup of Nations final) — фінальний матч розіграшу Кубку африканських націй з футболу 2023 року між збірними Нігерії і Кот-д'Івуару. Для збірної Нігерії ця участь у фіналі стала сьомою, а для збірної Кот-д'Івуару — п'ятою.
Футбольний матч відбувся у неділю, 11 лютого 2024 року, на стадіоні імені Алассана Уаттари в Абіджані. Головним арбітром був Дахан Бейда з Мавританії. Гру наживо змогли побачити 57 094 глядачів. Перемогу здобула збірна Кот-д'Івуару в основний час з рахунком 2–1. Нігерійці вийшли вперед на 38-й хвилині гри завдяки голу Вільяма Трост-Еконга. У другому таймі на 62-й хвилині рахунок зрівняв Франк Кесс'є, а на 81-й переможний м'яч івуарійців забив Себастьєн Алле.
Для збірної Кот-д'Івуару цей виграний титул став третім в історії. Гравець збірної Кот-д'Івуару Сімон Адінгра, який віддав дві результативні передачі у фіналі, був визнаний гравцем матчу. За підсумками турніру Кот-д'Івуар піднявся на 10 позицій до 39-го місця у рейтинзі ФІФА, а Нігерія піднялась на 14 позицій до 28-місця.

## Місце проведення
Стадіон імені Алассана Уаттари, відомий як Олімпійський стадіон Ебімпе, а раніше як Національний стадіон Кот-д'Івуару, є багатоцільовою спортивною спорудою в Ебімпе і Аньямі, на півночі Абіджана. Він був відкритий 2020 року. Стадіон приймає футбольні матчі, у тому числі домашні матчі збірної Кот-д'Івуару з футболу. Стадіон Алассана Уаттари належить уряду Кот-д'Івуару. Маючи 60 000 місць, це найбільший стадіон у Кот-д'Івуарі та один із найсучасніших стадіонів в Африці.

## Шлях до фіналу
Нігерія кваліфікувалась у раунд плей-оф, посівши 2-е місце в своїй групі з 7 очками. Вона пробилась у фінал, здолавши у чвертьфіналі і півфіналі збірні Анголи і ПАР відповідно. Кот-д'Івуар посів у групі 3-є місце з 3 очками, а у плей-оф пройшов, як одна з чотирьох найкращих команд, які посіли третє місце. Він у чвертьфіналі виявився сильнішим за збірну Малі, а у півфіналі переміг збірну ДР Конго.
| Поз | Команда              | І | О |
| --- | -------------------- | - | - |
| 1   | Екваторіальна Гвінея | 3 | 7 |
| 2   | Нігерія              | 3 | 7 |
| 3   | Кот-д'Івуар (H)      | 3 | 3 |
| 4   | Гвінея-Бісау         | 3 | 0 |

| Поз | Команда              | І | О |
| --- | -------------------- | - | - |
| 1   | Екваторіальна Гвінея | 3 | 7 |
| 2   | Нігерія              | 3 | 7 |
| 3   | Кот-д'Івуар (H)      | 3 | 3 |
| 4   | Гвінея-Бісау         | 3 | 0 |

### Нігерія
Збірна Нігерії потрапила до групи А, де її суперниками стали збірні Кот-д'Івуару, Екваторіальної Гвінеї і Гвінеї-Бісау. В своєму стартовому матчі збірна Нігерії зустрічалась зі збірною Екваторіальної Гвінеї і зіграла унічию з рахунком 1–1. На влучний удар на 36-й хвилині гвінейця Івана Сальвадора через дві хвилини відповів голом нападник нігерійської команди Віктор Осімген. У другому матчі нігерійці здобули перемогу 1–0 над командою-господаркою турніру, збірною Кот-д'Івуару, завдяки єдиному голу Вільяма Трост-Еконга, який реалізував пенальті у другому таймі. В заключному матчі групової стадії збірна Нігерії мінімально перемогла збірну Гвінеї-Бісау (1–0) завдяки автоголу Опи Санганте.
В 1/8 фіналу суперником нігерійців стала збірна Камеруну. У першому таймі Адемола Лукман з передачі Осімгена зумів відкрити рахунок у матчі. Поєдинок міг завершитися мінімальною перемогою нігерійців, але їхній нападник оформив дубль наприкінці поєдинку, позбавивши камерунців шансів на пізній порятунок. В чвертьфіналі Нігерія грала проти збірної Анголи. Підопічним португальця Жозе Пезейру вдалося відкрити рахунок ще у першому таймі — відзначився Лукман. Подвоїти перевагу нігерійців міг Осімген, але його гол на 75-й хвилині скасували через офсайд. Ангола так і не встигла відповісти на результативний удар Лукмана, пропустивши свого опонента до півфіналу.
У матчі півфіналу Нігерія перемогла збірну ПАР у серії післяматчевих пенальті. Основний час матчу завершився унічию з рахунком 1–1, а одинадцятиметрові удари найкраще виконали нігерійці — 4–2.  У першому таймі голі забито не було. Після перерви на 67-й хвилині Трост-Еконг вивів Нігерію уперед, реалізувавши пенальті. На 85-й хвилині Осімген міг подвоювати перевагу нігерійців, але після перегляду VAR його гол скасували через порушення правил. На 90-й хвилині збірна ПАР отримала шанс перевести гру до овертаймів — пенальті реалізував Тебого Мокоена. В екстратаймах південноафриканці на 115-й хвилині залишилися в меншості після прямої червоної картки Гранта Кекани, однак змогли протриматися до серії пенальті. А там вже точнішими виявилися нігерійці, які з п'яти ударів реалізували чотири, тоді як суперник не забив двічі з чотирьох спроб. У фінал команда Нігерії вийшла вперше з 2013 року, коли стала чемпіоном.

### Кот-д'Івуар
Збірна Кот-д'Івуару опинилась у групі А, де її суперниками були збірні Нігерії, Екваторіальної Гвінеї і Гвінеї-Бісау. У матчі-відкритті турніру Кот-д'Івуар здобув перемогу над збірною Гвінеї-Бісау з рахунком 2–0. Вже на 4-й хвилині Секо Фофана відкрив рахунок у поєдинку. Жан-Філіпп Крассо у другому таймі на 58-й хвилині забив другий гол свої команди, встановивши кінцевий рахунок в грі. В другому матчі Кот-д'Івуар мінімально поступився збірній Нігерії (0–1). Єдиний та переможний гол був забитий на 55-й хвилині, а його автором став Вільям Трост-Еконг, який реалізував пенальті. В третьому турі групового етапу Кот д'Івуар зазнав розгромної поразки від збірної Екваторіальної Гвінеї з рахунком 0–4. Ця поразка стала найбільшою для команди за всю історію турніру. 24 січня Жан-Луї Гассе був звільнений з посади головного тренера збірної Кот-д'Івуару, попри можливість виходу до плей-оф. Виконуючим обов'яки головного тренера був призначений 40-річний івуарієць Емерс Фае, який був асистентом Гассе, а також очолював збірну Кот-д'Івуару (до 23 років). Збірна Кот-д'Івуару кваліфікувалась у плей-оф, як одна з чотирьох найкращих команд, які посіли третє місце.
В 1/8 фіналу Кот-д'Івуар зустрівся зі збірною Сенегалу. Сенегал повів у рахунку завдяки голу Хабіба Діалло, забитому вже на 4-й хвилині гри. Півзахисник збірної Кот-д'Івуару Франк Кесьє наприкінці основного часу зрівняв рахунок та перевів гру в екстратайм, який перетік у серію післяматчевих пенальті. У післяматчевій серії кращими були господарі, а вирішальний пенальті забив той самий Кесьє. У чвертьфіналі Кот-д'Івуар грав проти збірної Малі і здобув перемогу з рахунком 2–1. У напруженому поєдинку сильнішими виявилися номінальні господарі, хоч і грали з 44-ї хвилини у меншості. Переможний гол івуарійців забив Умар Діакіте на останніх секундах другого екстратайму В півфіналі Кот-д'Івуар мінімально обіграв збірну ДР Конго — 1–0, а перемогу івуарійцям приніс гол нападника дортмундської «Боруссії» Себастьєна Алле на 65-й хвилині. У фінал команда Кот-д'Івуару вийшла вперше з 2015 року, коли стала чемпіоном.

## Трансляції
Матч транслювали у 173 країнах світу, завдяки чому він поставив рекорд серед фіналів Кубку африканських націй за кількістю переглядів. Фінал транслювався у 54 країнах Африки, у більшості країнах Європи, Азії, Близького Сходу, Південної Америки, Північної Америки, Карибського басейну та південної частини Тихого океану. Партнерами КАН стали провідні світові телетранслятори такі як beIN Sport (MENA, Europe, America, South Pacific), Canal+ і New World TV. Також матч транслювали Sky Sport, BBC, Ziggo, OKKO, Sport Digital, ViaPlay, Sport Italia, A1, SuperSport, Sport5, Sport TV Portugal, LaLiga+, Sport Klub, SABC, Azam Media, AfroSport, Nigeria Broadcasting Corporation, SNRT, FanCode, BandTV та інші. Вперше у фіналі Кубка африканських націй було використано для трансляції 33 телекамери.

## Матч

### Перед початком
У збірній Нігерії відбулись дві заміни після півфінального матчу проти ПАР. Заїду Санусі замінив Брайта Семюела на позиції крайнього захисника, а Самуель Чуквуезе вийшов замість Мойзеса Сімона на позиції правого вінгера. Тренерський штаб обрав схему на гру — 3-4-3.
У збірної Кот-д'Івуар були зроблені дві заміни: капітан Серж Ор'є і Оділон Коссуну замінили Вільфріда Сінго і Віллі Болі у захисті. Схема на гру обрана — 4-3-3.

### Перебіг матчу
Старт фінального матчу був призначений на 20:00 за місцевим часом (GMT). Перед грою пройшла церемонія закриття турніру.

### Перший тайм
Підопічні Емерса Фае домінували більшу частину першого тайму, але не змогли створити шанси, оскільки збірна Нігерії глибоко оборонялась й стримувала натиск. Перший небезпечний момент створив вінгер «Брайтона» Сімон Адінгра, який зробив навіс на Себастьєна Алле, однак нападник дортмундської «Боруссії» до м'яча не дотягнувся. Гра пожвавилася після півгодинної перерви, коли воротар збірної Нігерії Стенлі Нвабалі відбив удар Адінгри з вузького кута грудьми, а потім лівий захисник нігерійців Заїду Санусі здобув право на кутовий після того, як його удар заблокував Оділон Коссуну. Рахунок в матчі був відкритий на 38-й хвилині, коли півзахисник Кот-д'Івуару Жан Мікаель Сері вибив головою м'яч з ближньої штанги після подачі з кутового від Адемоли Лукмана, а капітан нігерійців Вільям Трост-Еконг, вистрибнувши вище Сержа Ор'є, перевів його у сітку повз івуарійського воротаря Ях'ї Фофана.

### Другий тайм
Івуарійці вийшли після перерви з метою відігратись, а Адінгра постійно створював моменти на лівому фланзі атаки. Небезпечний навіс від нього відбив Нвабалі, а Келвін Бессі заблокував удар від Макса Граделя, який зіграв на добиванні. На 62-й хвилині рахунок в грі зрівняв Франк Кесс'є, опинившись на дальній стійці після подачі з кутового, замкнув навіс Адінгри. Вінгер «Брайтона» часто обігрував на фланзі більш досвідченого Олу Айну, який вважався ледь не найкращим захисником усього турніру на своїй позиції. На 81-й хвилині Алле забив вирішальний гол з подачі Адінгри на ближню стійку, де стопою перевів м'яч у дальній кут воріт. Оскільки збірна Нігерії планувала увесь час оборонятись, то часу на порятунок гри уже не було.

### Деталі
| 11 лютого 2024 20:00 (GMT) |

| Нігерія           | 1–2 (1–0) | Кот-д'Івуар             |
| ----------------- | --------- | ----------------------- |
| - Трост-Еконг 38' | Протокол  | - Кесс'є 62' - Алле 81' |

| Стадіон імені Алассана Уаттари, Абіджан Глядачів: 57 094 Арбітр: Дахан Бейда (Мавританія) |

| Нігерія | Кот-д'Івуар |

| ВР               | 23           | Стенлі Нвабілі         | 53' |     |
| ЗХ               | 6            | Семі Аджаї             |     |     |
| ЗХ               | 5            | Вільям Трост-Еконг (к) |     |     |
| ЗХ               | 21           | Келвін Бессі           |     |     |
| ПЗ               | 2            | Ола Айна               | 90' |     |
| ПЗ               | 8            | Френк Оньєка           |     | 86' |
| ПЗ               | 17           | Алекс Івобі            |     | 79' |
| ПЗ               | 3            | Заїду Санусі           |     | 86' |
| ПВ               | 11           | Самуель Чуквуезе       |     | 56' |
| ПЗ               | 9            | Віктор Осімген         |     |     |
| ПЗ               | 18           | Адемола Лукман         |     | 79' |
| НП               | 9            | Віктор Осімген         |     |     |
| Заміни:          |              |                        |     |     |
| ВР               | 1            | Френсіс Узохо          |     |     |
| ЗХ               | 12           | Брайт Семюел           |     |     |
| ЗХ               | 20           | Чидозі Авазьєм         |     |     |
| ЗХ               | 22           | Кеннет Омеруо          |     |     |
| ПЗ               | 4            | Альхассан Юсуф         |     | 79' |
| ПЗ               | 10           | Джо Арібо              |     | 86' |
| НП               | 7            | Ахмед Муса             |     |     |
| НП               | 14           | Келечі Іхеаначо        |     | 79' |
| НП               | 15           | Мойзес Сімон           |     | 56' |
| НП               | 19           | Пол Онуачу             |     |     |
| НП               | 24           | Терем Моффі            |     | 86' |
| НП               | 25           | Рафаель Оньєдіка       |     |     |
| Головний тренер: |              |                        |     |     |
| Жозе Пезейру     | Жозе Пезейру | Жозе Пезейру           | 28' |     |

| ВР               | 1  | Ях'я Фофана       |       |       |
| ЗХ               | 17 | Серж Ор'є (к)     | 54'   | 70'   |
| ЗХ               | 7  | Оділон Коссуну    |       |       |
| ЗХ               | 21 | Еван Ндіка        | 90+7' |       |
| ЗХ               | 3  | Гіслен Конан      |       |       |
| ПЗ               | 8  | Франк Кесс'є      |       |       |
| ПЗ               | 4  | Жан Мікаель Сері  |       | 90+2' |
| ПЗ               | 6  | Секо Фофана       | 87'   | 88'   |
| ПЗ               | 15 | Макс-Ален Градель |       | 70'   |
| ЛВ               | 24 | Сімон Адінгра     |       |       |
| ПЗ               | 22 | Себастьєн Алле    |       | 88'   |
| Заміни:          |    |                   |       |       |
| ВР               | 23 | Бадра Алі Сангаре |       |       |
| ЗХ               | 2  | Усман Діоманд     |       |       |
| ЗХ               | 5  | Вільфрід Сінго    |       | 70'   |
| ЗХ               | 26 | Ісмаель Діалло    |       |       |
| ПЗ               | 18 | Ібрагім Сангаре   |       | 88'   |
| ПЗ               | 27 | Жан Лазар         |       | 90+2' |
| НП               | 9  | Жонатан Бамба     |       |       |
| НП               | 11 | Жан-Філіпп Крассо |       | 88'   |
| НП               | 13 | Жеремі Бога       |       |       |
| НП               | 14 | Умар Діакіте      |       | 70'   |
| НП               | 19 | Ніколя Пепе       |       |       |
| НП               | 20 | Крістіан Куаме    |       |       |
| Головний тренер: |    |                   |       |       |
| Емерс Фае        |    |                   |       |       |

| Гравець матчу: Сімон Адінгра (Кот-д'Івуар) Асистенти головного арбітра: Еміліану Душ Сантуш (Ангола) Діана Чікотеша (Замбія) Четвертий арбітр: Бушра Карбубі (Марокко) Резервний асистент арбітра: Сейду Тіама (Буркіна-Фасо) Відеоасистент арбітра: Мохамед Ашур (Єгипет) Асистенти відеоасистента арбітра: Марія Ріве (Мавританія) Мохамед Ібрахім (Судан) | Регламент матчу - 90 хвилин основного часу. - 30 хвилин овертайму у разі потреби. - Післяматчеві пенальті у разі потреби. - Дванадцять запасних з кожної сторони. - Максимум п'ять замін, шоста допускається тільки у додатковий час. |

### Статистика матчу
| Статистика       | Нігерія | Кот-д'Івуар |
| ---------------- | ------- | ----------- |
| Голів            | 1       | 2           |
| Всього ударів    | 5       | 18          |
| Ударів в площину | 1       | 8           |
| Володіння м'ячем | 38 %    | 62 %        |
| Точність пасів   | 86 %    | 74 %        |
| Кутових          | 4       | 5           |
| Сейвів           | 5       | 0           |
| Фолів            | 18      | 15          |
| Офсайдів         | 0       | 0           |
| Жовтих карток    | 2       | 3           |
| Червоних карток  | 0       | 0           |

## Реакція
На посляматчевій прес-конференції в.о. тренера збірної Кот-д'Івуару Емерс Фае назвав перемогу над Нігерією у фіналі Кубка африканських націй «більш ніж казкою», зізнавшись, що досі не може повірити, що його команда змогла це зробили. Тренер збірної Нігерії Жозе Пезейру відзначив, що івуарійці були кращими в цій грі, вони краще справлялися з тиском, вони виконали чудову роботу, а також й те, що його команда не грала на тому ж рівні, втім на його думку вони зробили все, що змогли.
Капітан збірної Кот-д'Івуару Серж Ор'є сказав, що він вражений результатом матчу і що це знакове досягнення для нього, його товаришів по команді та країни в цілому. Сімон Адінгра, який був визнаний найкращим гравцем матчу, віддав належне зусиллям своїх партнерів по команді, а перемогу назвав одним з найкращих епізодів в своїй кар'єрі.

## Після матчу
Трофей переможця, який винесла легенда тоголезького футболу Еммануель Адебайор, вручив президент Кот-д'Івуару Алассан Уаттара разом із президентом КАФ Патрісом Мотсепе та президентом ФІФА Джанні Інфантіно капітану збірної Кот-д'Івуару Максу Граделю. Церемонія також включала офіційне вручення прапора КАФ Королівській федерації футболу Марокко на знак передачі прав країни-господарки на проведення наступного турніру у 2025 році.
У 12 раз Кубок африканських націй виграла команда-господарка турніру і вперше це сталося з 2006 року, коли перемогла збірна Єгипту. Збірна Кот-д'Івуару завоювала свій третій титул володаря Кубка африканських націй (попередні були здобуті в 1992 і 2015 роках). Також для Кот-д'Івуару ця перемога на турнірі стала першою за вісім років. Збірна Нігерії вп'яте поступилася у фіналах Кубка африканських націй (після поразок у 1984, 1988, 1990 і 2000 роках), а також зрівнялася зі збірною Гани за кількістю програних фінальних матчів.
Емерс Фае став першим наставником, що виграв турнір, який був призначений на пост головного тренера під час його проведення. Нігерійці у фіналі завдали лише 5 ударів по воротам суперника, що є найменшою кількістю для цієї команди за матч  в рамках Кубку африканських націй.
Вільям Трост-Еконг (Нігерія) і Себастьєн Алле (Кот-д'Івуар) стали першими гравцями, що відзначились голами у півфіналі і фіналі в рамках одного турніру Кубка африканських націй після Гедо (Єгипет) у 2010 році. Івуарієць Сімон Адінгра став найпершим гравцем, що віддав дві результативні передачі у фіналі Кубка африканських націй у 21 столітті. Півзахисник збірної Кот-д'Івуару Макс Градель у віці 36 років і 73 днів став найстаршим польовим гравцем, що виходив у фіналі Кубка африканських націй, і другим найстаршим гравцем загалом після воротаря збірної Єгипту Ессама Ель-Хадарі (якому було 37 років у 2010 і 44 роки у 2017).
Завдяки своїй грі Кот-д'Івуар піднявся на 10 позицій до 39-го місця в рейтингу ФІФА, а в свою чергу Нігерія піднялась на 14 позицій до 28-місця. За перемогу в турнірі Кот-д'Івуар отримали від Конфедерації африканського футболу грошову винагороду в розмірі 7 млн доларів, а фіналіст Нігерія — 4 млн.